# Nuovo Olimpo
Nuovo Olimpo es una película italiana de drama romántico de 2023 dirigida por Ferzan Özpetek. Cuenta la historia de dos hombres que se conocen y se enamoran en la Roma de finales de los años 1970 y luego se separan inesperadamente, tomando rumbos diferentes en sus vidas. Se estrenó en el Festival de Cine de Roma el 22 de octubre de 2023 y se estrenó en Netflix el 1 de noviembre de 2023. A diferencia de todas las demás películas del director, no se distribuyó en cines, sino directamente en la plataforma de streaming Netflix.

## Argumento
En el año 1978, durante los Años del Plomo en Italia, Pietro, un tímido estudiante de medicina, ve una película en el teatro Nuovo Olimpo, dirigido por la exuberante Titti y utilizado por hombres homosexuales para hacer cruising. Allí conoce a Enea, un estudiante de cine, y surge una atracción inmediata entre ellos. Enea invita a Pietro a tener un encuentro sexual en el baño, pero Pietro duda. Más tarde, Enea le cuenta el encuentro a su amiga y amante Alice, y ella le entrega la llave del piso desocupado de su abuela. Al día siguiente, Pietro y Enea se encuentran en el teatro y posteriormente tienen sexo en el piso. Quedan en encontrarse en el Nuovo Olimpo al día siguiente. Pietro le dice a Enea que hizo una reserva en una trattoria, pero que primero debe visitar a su madre en el hospital. Mientras Pietro no está, una protesta antifascista en las calles estalla el caos dentro del teatro. Titti ayuda a Enea a escapar del teatro y él va en busca de Pietro, pero en vano. Como no habían intercambiado números de teléfono ni direcciones, pierden todo contacto.
Diez años después, en 1988, Enea es un director famoso por su película más reciente, una descripción ficticia de su breve romance con Pietro. Mientras tanto, Pietro está casado con una mujer llamada Giulia. Sin conocer al director, Pietro y Giulia ven la película de Enea y Pietro se siente abrumado por las similitudes entre la película y su propia vida. Giulia está desconcertada y sospecha de su reacción ante la película. Pietro visita el Nuovo Olimpo, que ya no está dirigido por Titti y ahora es una sala de cine para adultos. Allí ve a Ernesto, a quien había conocido con Pietro diez años antes. Ernesto le cuenta que Enea es ahora un director famoso. En una fiesta, Enea conoce a un hombre llamado Antonio e inmediatamente entablan un romance.
En 1993, Enea, Antonio y Alice van en un tren a punto de partir hacia un festival de cine. Enea queda impactado por la reciente noticia del fallecimiento de Federico Fellini y mira por la ventana para ver a Pietro y Giulia en el tren contiguo. Sin embargo, su tren parte sin que Pietro se dé cuenta de Enea. Más tarde, Pietro, ahora oftalmólogo, ve la entrevista de Enea en el festival de cine en la televisión de su hospital. Mientras hace la compra, Enea ve a Titti, quien le pregunta por qué nunca volvió al teatro y le dice que Pietro le había dejado una carta. La carta contenía el número de teléfono de Pietro, y Enea lo llama, pero descubre que la línea estaba desconectada. Más tarde, se proyecta en la televisión la película que Pietro y Enea habían visto en el Nuovo Olimpo y ambos la ven con sus respectivas parejas. Pietro decide ir a Roma a buscar a Enea y acaba en su rueda de prensa. Cuando se le pregunta por ser el primer director italiano en salir del armario públicamente, Enea atribuye el mérito a su relación con Antonio, el amor de su vida. Pietro se marcha decepcionado. Mientras tanto, Enea todavía está conmocionado por la carta y sus recuerdos de Pietro.
Enea en 2015 rueda su decimocuarta película. Un truco de efectos especiales en el trabajo sale mal y Enea es trasladado de urgencia al hospital ya que el polvo de vidrio lo dejó ciego temporalmente. Su cirujano es Pietro, que queda impactado al ver a Enea en persona después de casi 40 años. La cirugía es un éxito y Enea permanece con vendas en los ojos durante una semana mientras se recupera. Mientras se reúne con su equipo de tratamiento, Enea reconoce la voz de Pietro y lo invita a su piso, que es el apartamento que pertenecía a la abuela de Alice. Intercambian palabras, pero Pietro se marcha sin haberle quitado a Enea las vendas. Giulia, fan de Enea, lo invita a cenar en casa de ella y de Pietro. Enea llega y se sorprende al descubrir que sus sospechas eran ciertas y que su médico era efectivamente Pietro. Durante la cena, Giulia nota que Pietro y Enea se miran fijamente. Después de la cena, aunque desconsolada porque Pietro nunca la había mirado de esa manera, ella lo insta a ir tras Enea. Pietro y Enea se reencuentran en la calle, pero, reconociendo que sus vidas son demasiado diferentes, prometen no olvidarse. Se separan sabiendo que sus vidas habrían sido muy diferentes si no se hubieran separado en 1978.

## Producción
La película se rodó íntegramente en Roma, en particular en el distrito de Monti, en los distritos de Municipio Roma III y Monte Sacro. El rodaje comenzó en noviembre de 2022.

## Banda sonora
La banda sonora fue compuesta por Andrea Guerra y contiene algunas canciones como «Se ci sarà domani» de Ornella Vanoni, «E la luna bussò» de Loredana Bertè, «Je t'attends» de Charles Aznavour, «Maruzzella» de Renato Carosone y Enzo Bonagura, «Adio kerida» de Yasmin Levy y «Il Trovatore, Acto III, Escena II: Sevillana» de Giuseppe Verdi.
En los créditos finales de la película aparece la canción «Povero amore», interpretada por Mina y contenida en su disco Ti amo come un pazzo, quien vuelve a colaborar con Özpetek después de La diosa fortuna y Le destino ignoranti - La serie. También está presente la canción del mismo cantante, mientras que en el primer tráiler está el sencillo Vorrei che fosse amore.

## Promoción
El primer teaser se lanzó el 11 de febrero de 2023, con motivo de la final del Festival de San Remo 2023. El tráiler oficial se lanzó el 19 de septiembre del mismo año.

## Distribución
La película se estrenó en el Festival de Cine de Roma de 2023 y luego se estrenó en Netflix el 1 de noviembre de 2023.